# Dipo (köping i Kina, Henan)
Dipo (kinesiska: 翟坡, 翟坡镇) är en köping i Kina. Den ligger i provinsen Henan, i den centrala delen av landet, omkring 54 kilometer norr om provinshuvudstaden Zhengzhou. Antalet invånare är 37 805. Befolkningen består av 18 727 kvinnor och 19 078 män. Barn under 15 år utgör 21,0 %, vuxna 15-64 år 71 %, och äldre över 65 år 7,0 %.
Genomsnittlig årsnederbörd är 656 millimeter. Den regnigaste månaden är juli, med i genomsnitt 175 mm nederbörd, och den torraste är januari, med 3 mm nederbörd.